# Emanuel Miřiovský
Emanuel Miřiovský (24. prosince 1846 Jindřichův Hradec – 10. ledna 1914 Praha-Nové Město) byl vychovatel, spisovatel, překladatel z němčiny a literární kritik. Je řazen mezi ruchovce.

## Životopis
Vystudoval gymnázium v Jindřichově Hradci, pak absolvoval filozofii v Praze. Stal se vychovatelem na řadě středních škol v Čechách i na Moravě. Nejdéle setrval v Hradci Králové.
Oženil se a měl dceru Emu Miřiovskou, která se stala operní pěvkyní Národního divadla.

## Literární práce
Psal pro různé časopisy literární referáty, různé kritiky a pouštěl se do didakticko-gramatických rozprav. Byl autorem řady básní, veršovaných i neveršovaných povídek. Používal též pseudonymy: Čtrnáctý Pavel, Horský K., Krim A. a Emanuel Miřijovský.

### Sbírky poezie a veršovaných povídek
- 1869 Básně
- 1869 Márinka
- 1885 Šimon kostelník
- 1886 Nové básně

### Próza
- 1882, 1886 Povídky a kresby

### Překlady
- 1901 Utrpení mladého Werthera od J. W. von Goetha
- Jerusalem I. - V Dalarně, od Selmy Lagerlöfové, vydal J. Otto, Praha 1910
- Jerusalem II. - Ve svaté zemi, od Selmy Lagerlöfové, vydal J. Otto, Praha 1911